# تيهاتشابي (كاليفورنيا)
تيهاتشابي (بالإنجليزية: Tehachapi)‏ هي إحدى مدن مقاطعة كيرن، كاليفورنيا. تم إعطاءها لقب مدينة في 13 أغسطس، 1909.

## المناخ
يظهر الجدول التالي التغييرات المناخية على مدار السنة لتيهاتشابي:
| البيانات المناخية لـتيهاتشابي               | البيانات المناخية لـتيهاتشابي | البيانات المناخية لـتيهاتشابي | البيانات المناخية لـتيهاتشابي | البيانات المناخية لـتيهاتشابي | البيانات المناخية لـتيهاتشابي | البيانات المناخية لـتيهاتشابي | البيانات المناخية لـتيهاتشابي | البيانات المناخية لـتيهاتشابي | البيانات المناخية لـتيهاتشابي | البيانات المناخية لـتيهاتشابي | البيانات المناخية لـتيهاتشابي | البيانات المناخية لـتيهاتشابي | البيانات المناخية لـتيهاتشابي |
| الشهر                                       | يناير                         | فبراير                        | مارس                          | أبريل                         | مايو                          | يونيو                         | يوليو                         | أغسطس                         | سبتمبر                        | أكتوبر                        | نوفمبر                        | ديسمبر                        | المعدل السنوي                 |
| ------------------------------------------- | ----------------------------- | ----------------------------- | ----------------------------- | ----------------------------- | ----------------------------- | ----------------------------- | ----------------------------- | ----------------------------- | ----------------------------- | ----------------------------- | ----------------------------- | ----------------------------- | ----------------------------- |
| الدرجة القصوى °ف (°م)                       | 75 (24)                       | 78 (26)                       | 81 (27)                       | 89 (32)                       | 97 (36)                       | 104 (40)                      | 105 (41)                      | 104 (40)                      | 102 (39)                      | 96 (36)                       | 85 (29)                       | 81 (27)                       | 105 (41)                      |
| متوسط درجة الحرارة الكبرى °ف (°م)           | 51.3 (10.7)                   | 54.0 (12.2)                   | 56.0 (13.3)                   | 62.6 (17.0)                   | 70.6 (21.4)                   | 79.7 (26.5)                   | 87.1 (30.6)                   | 86.3 (30.2)                   | 80.4 (26.9)                   | 70.8 (21.6)                   | 59.6 (15.3)                   | 52.3 (11.3)                   | 67.6 (19.8)                   |
| المتوسط اليومي °ف (°م)                      | 40.4 (4.7)                    | 42.8 (6.0)                    | 44.7 (7.1)                    | 50.0 (10.0)                   | 56.7 (13.7)                   | 65.6 (18.7)                   | 72.1 (22.3)                   | 70.6 (21.4)                   | 64.2 (17.9)                   | 55.7 (13.2)                   | 47 (8)                        | 41.3 (5.2)                    | 54.3 (12.4)                   |
| متوسط درجة الحرارة الصغرى °ف (°م)           | 29.6 (−1.3)                   | 31.6 (−0.2)                   | 33.5 (0.8)                    | 37.5 (3.1)                    | 43.8 (6.6)                    | 51.5 (10.8)                   | 57.2 (14.0)                   | 54.9 (12.7)                   | 48.1 (8.9)                    | 40.7 (4.8)                    | 34.4 (1.3)                    | 30.4 (−0.9)                   | 41.1 (5.1)                    |
| أدنى درجة حرارة °ف (°م)                     | −4 (−20)                      | 4 (−16)                       | 9 (−13)                       | 17 (−8)                       | 26 (−3)                       | 29 (−2)                       | 36 (2)                        | 32 (0)                        | 22 (−6)                       | 17 (−8)                       | 6 (−14)                       | −4 (−20)                      | −4 (−20)                      |
| الهطول إنش (مم)                             | 1.85 (47)                     | 1.82 (46)                     | 1.94 (49)                     | 0.92 (23)                     | 0.43 (11)                     | 0.11 (2.8)                    | 0.11 (2.8)                    | 0.25 (6.4)                    | 0.32 (8.1)                    | 0.48 (12)                     | 1.13 (29)                     | 1.70 (43)                     | 11.08 (281)                   |
| متوسط تساقط الثلوج إنش (سم)                 | 5.7 (14)                      | 3.0 (7.6)                     | 6.4 (16)                      | 2.0 (5.1)                     | 0.3 (0.76)                    | 0 (0)                         | 0 (0)                         | 0 (0)                         | 0 (0)                         | 0 (0)                         | 1.6 (4.1)                     | 4.3 (11)                      | 23.3 (59)                     |
| المصدر: The Western Regional Climate Center |                               |                               |                               |                               |                               |                               |                               |                               |                               |                               |                               |                               |                               |